# Marsaneix
Marsaneix (okzitanisch: Marsanés) ist eine Ortschaft und eine Commune déléguée in der französischen Gemeinde Sanilhac mit 1.156 Einwohnern (Stand: 1. Januar 2022) im Département Dordogne in der Region Nouvelle-Aquitaine. Die Einwohner werden Marsaneixois genannt.

## Geographie
Marsaneix liegt in der Landschaft Périgord, etwa zehn Kilometer südsüdöstlich von Périgueux. 

## Geschichte
Zum 1. Januar 2017 fusionierten Breuilh, Marsaneix und Notre-Dame-de-Sanilhac als Communes déléguées zur neuen Commune nouvelle Sanilhac. Die Gemeinde Marsaneix gehörte zum Arrondissement Périgueux und zum Kanton Isle-Manoire. Marsaneix war Mitglied im Gemeindeverband Le Grand Périgueux.

## Bevölkerungsentwicklung
| Jahr                      | 1962 | 1968 | 1975 | 1982 | 1990 | 1999 | 2006 | 2013  |
| Einwohner                 | 492  | 476  | 459  | 585  | 726  | 786  | 917  | 1.096 |
| Quelle: Cassini und INSEE |      |      |      |      |      |      |      |       |

## Sehenswürdigkeiten
- Kirche Saint-Gilles aus dem 19. Jahrhundert

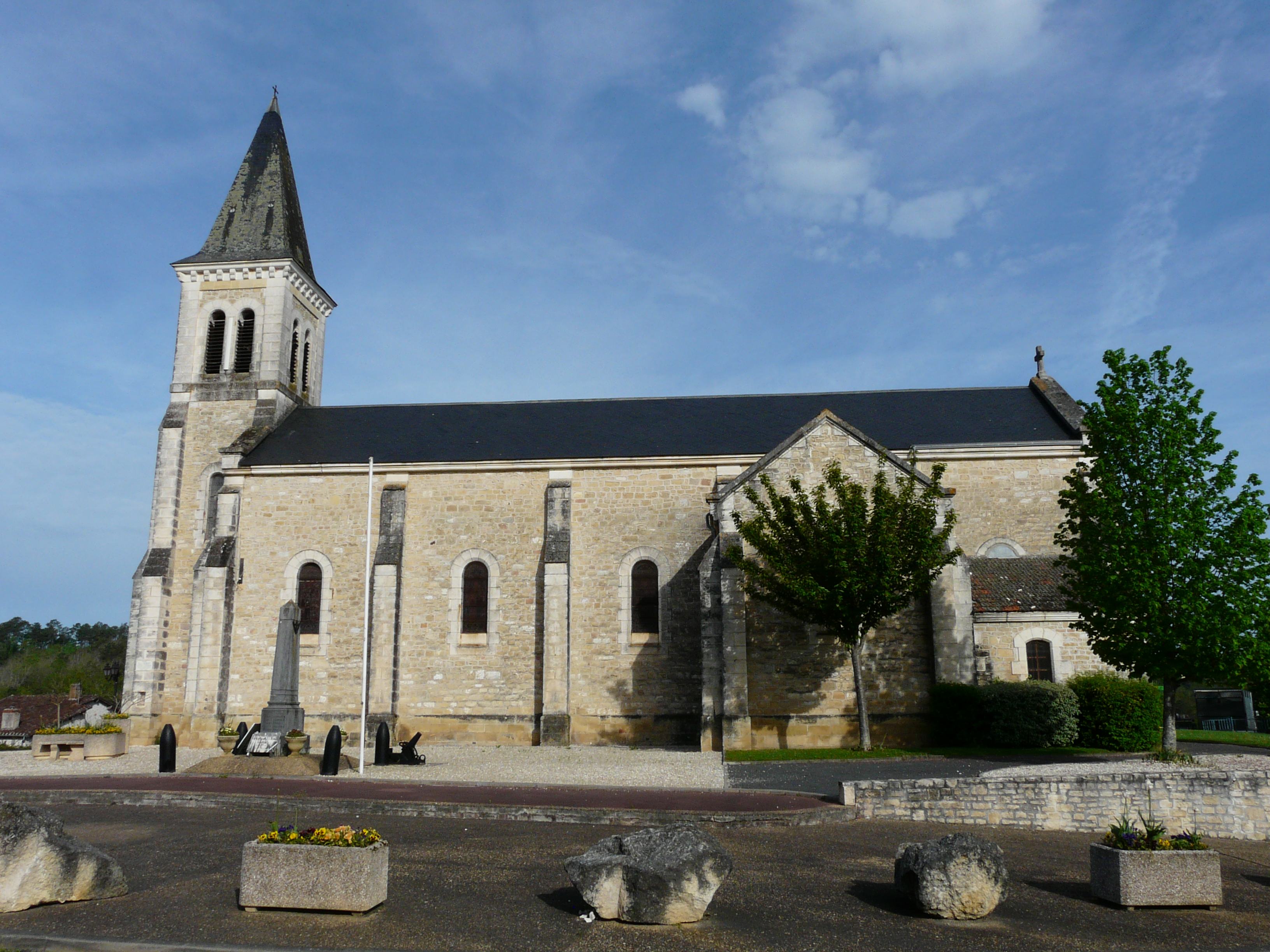
Kirche Saint-Gilles

## Gemeindepartnerschaft
Mit der französischen Gemeinde Trédarzec in der Bretagne besteht seit 2015 eine Partnerschaft.